# Tu Youyou

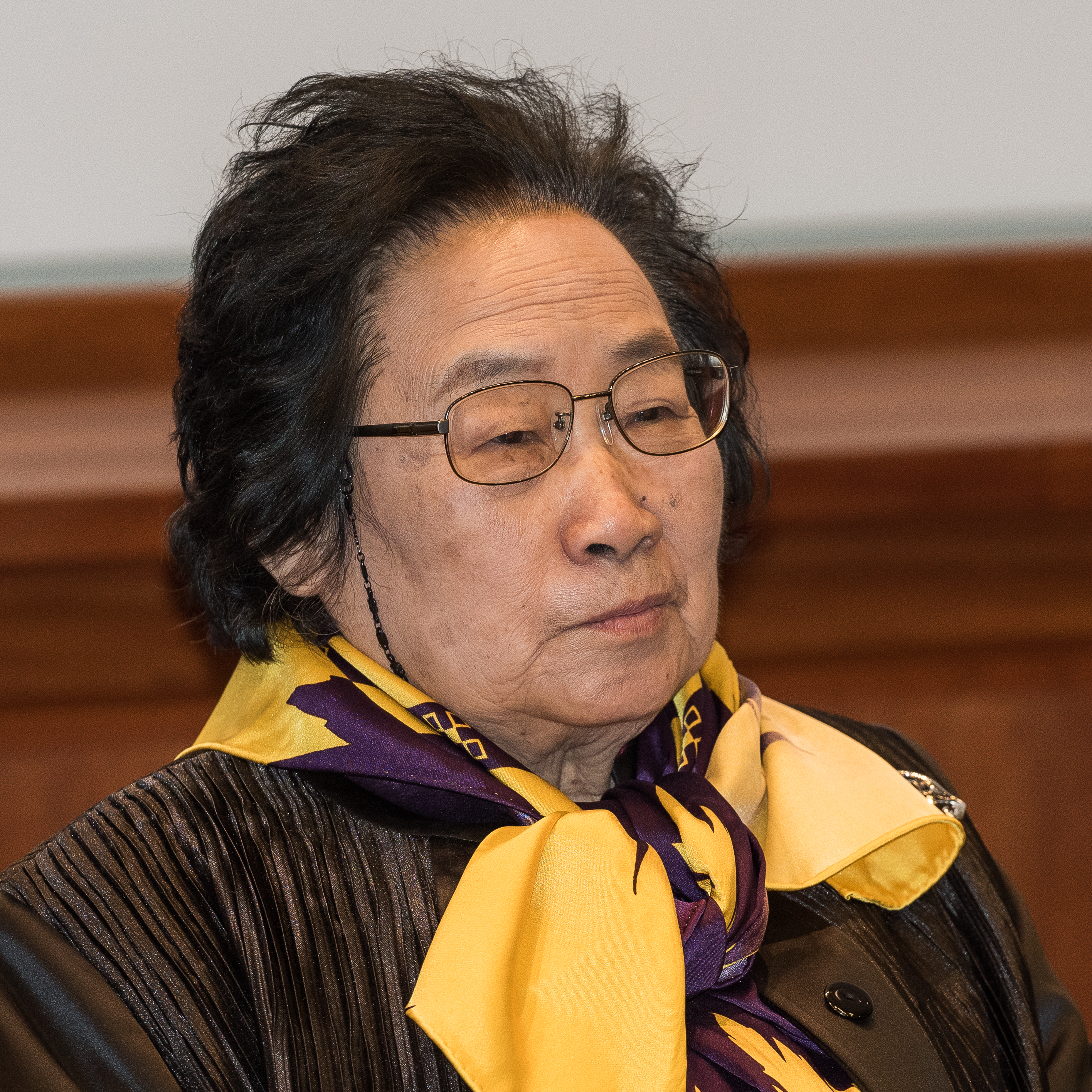
Tu Youyou (2015)

Tu Youyou (chinesisch 屠呦呦, Pinyin Tú Yōuyōu, IPA (hochchinesisch) [tʰǔ jəʊ˥jəʊ˥], W.-G. T'u Yu-yu; anhörenⓘ;* 30. Dezember 1930 in Ningbo, Republik China) ist eine chinesische Pharmakologin und Nobelpreisträgerin. Sie isolierte den zur Behandlung der Malaria eingesetzten sekundären Pflanzenstoff Artemisinin aus dem Einjährigen Beifuß (Artemisia annua, 黃花蒿 / 黄花蒿,  huánghuāhāo, TCM-Arznei 青蒿,  qīnghāo).

## Berufliche Entwicklung

Tu Youyou (1950)

Tu studierte von 1951 bis 1955 an der Fakultät für Pharmazie der Medizinischen Universität Peking (Beijing Medical University, heute Peking University Health Science Center). Seitdem ist sie am Institute of Materia Medica der Chinesischen Akademie für traditionelle chinesische Medizin tätig, zuletzt als Professorin.

## Forschungsschwerpunkte
Auf der Suche nach potentiellen Wirkstoffen gegen die Malaria analysierten Tu und ihre Arbeitsgruppe im Auftrag der chinesischen Regierung („Projekt 523“) ausgehend von Überlieferungen der chinesischen Medizin zahlreiche Heilpflanzen. 1971 konnte der Wirkstoff aus Artemisia annua isoliert werden, 1972 wurde er vorgestellt. 1973 synthetisierte sie das wirksamere Derivat Dihydroartemisinin. Spätere Arbeiten widmen sich der Anwendung von Artemisinin und dessen Derivaten bei anderen Erkrankungen. Für „die Entdeckung von Artemisinin, einem Malaria-Therapeutikum, das weltweit Millionen Leben, insbesondere in den Entwicklungsländern, rettete“ wurde Tu Youyou 2011 mit dem Lasker~DeBakey Clinical Medical Research Award ausgezeichnet. 2015 wurde ihr gemeinsam mit William C. Campbell und Satoshi Ōmura der Nobelpreis für Physiologie oder Medizin zugesprochen, den sie am 10. Dezember 2015 erhielt. Als Begründung werden ihre Forschungen in der Malaria-Therapie angeführt.

## Auszeichnungen (Auswahl)
- Trägerin zahlreicher chinesischer Wissenschaftspreise[12]
- 2011: Lasker~DeBakey Clinical Medical Research Award[9]
- 2015: Warren Alpert Foundation Prize
- 2015: Nobelpreis für Physiologie oder Medizin[13]
- 2015: Benennung eines Asteroiden nach ihr: (31230) Tuyouyou
- 2025: Mitglied der National Academy of Sciences[14]